# La botella
La botella ist ein vom österreichischen Sänger Freddy Quinn komponierter, getexteter und 1960 veröffentlichter spanischsprachiger Schlager im Samba.

## Entstehung
Freddy Quinn ist Komponist und Textschreiber des Liedes. Bei der Gesellschaft für musikalische Aufführungs- und mechanische Vervielfältigungsrechte ist als Originalverlag die Esperanza Mv Frank Oldenburg e.K. eingetragen. Das Lied trägt die GEMA-Werk.-Nummer 736202-001. Unter der GEMA-Werk.-Nummer 736202-002 ist Ulrich Sommerlatte als Bearbeiter eingetragen. Arrangeur war Joe Kirsten und Werner Triepke war Produzent.

## Veröffentlichung
Das Lied erschien als B-Seite der Single La Guitarra Brasileña, die im Musiklabel Polydor unter der Katalognummer P-45-067 in Argentinien erschien, wobei die Herstellung durch Inter-Bas C. I. y C. S. A. erfolgte.
1960 wurde das Lied auf dem Extended-Play-Album Weit ist der Weg veröffentlicht. Die Lieder sind Originalversionen aus dem Film Weit ist der Weg mit Freddy Quinn in der Hauptrolle. Das Album wurde im Musiklabel Polydor unter den Katalognummern 21 318 und EPH 21 318 veröffentlicht. Die Herstellung erfolgte durch die Deutsche Grammophon GmbH und Pressung, Mastering sowie Acetatlackschnitt erfolgten durch die Deutsche Grammophon Gesellschaft Pressing Plant. Die Veröffentlichung geschah unter der Rechtegesellschaft Bureau International de l’Edition Mecanique. Die Alben wurden im Oktober und November 1960 hergestellt. Unter der Polydor-Katalognummer 224 318 wurde das Album zusätzlich in Stereofonie produziert. hergestellt. 2006 war dieses gesamte Soundtrack-Album auf dem Kompilationsalbum Tausend Meilen von zu Haus…, das als Vierfachalbum auf Compact Disc unter der Nummer BCD 16419 DL im Musiklabel Bear Family Records erschien.
Im Jahr darauf war La botella auf dem Extended-Play-Album Canta. Dieses erschien im Musiklabel Polydor unter der Katalognummer 21 569 EPH in Deutschland und Südafrika. Unter dem Titel Freddy – Canta erschien es in Spanien unter derselben Katalognummer, wobei Hispavox, S.A. als Plattenfirma und Bureau International de l’Edition Mecanique als Rechtegesellschaft fungierte.
1963 erschien das Lied auf dem Kompilationsalbum Seine großen Erfolge II. Es erschien im Musiklabel Polydor im Rahmen der Albenserie Seine/Ihre großen Erfolge unter der Katalognummer LPHM 46 784. Die Herstellung erfolgte durch die Deutsche Grammophon GmbH; als Rechtegesellschaften fungierten die Gesellschaft für musikalische Aufführungs- und mechanische Vervielfältigungsrechte und Bureau International de l’Edition Mecanique. 1964 wurde das Album erneut veröffentlicht.
1970 war La botella auf dem Kompilationsalbum Junge, komm bald wieder. Im Königreich der Niederlande erschien es im Musiklabel Karussell unter der Katalognummer 2415 066 im Rahmen der Albenserie Gold-Serie auf Schallplatte, als Rechtegesellschaft fungierte Stemra. Im Musiklabel Polydor erschien die Schallplatte im Rahmen der Albenserie Polydor Medium unter der Katalognummer 2414 070 ebenfalls im Königreich der Niederlande auf Schallplatte. Auf Kompaktkassette erschien das Album im Musiklabel Karussell unter der Katalognummer 3157 117 in Deutschland unter der Rechtegesellschaft Gesellschaft für musikalische Aufführungs- und mechanische Vervielfältigungsrechte sowie der Plattenfirma Deutsche Grammophon GmbH.
In Österreich erschien das Album 1974. Das phonographische Copyright lag bei der Polydor International GmbH, der Acetatlackschnitt und die Pressung stammte von der Phonodisc GmbH, der Druck durch HofmannDruck und als exklusiver Einzelhändler fungierte Donauland; als Rechtegesellschaft fungierte Austro Mechana. Unter der Karussell-Katalognummer 63 798 erschien das Album 1975 als Club-Edition in Deutschland erneut. In Belgien erschien das Album 1976 unter dem Titel Freddy unter der Polydor-Katalognummer 2483 122, wobei die Herstellung durch Polydor International erfolgte und das Album in Frankreich produziert wurde. Als Rechtegesellschaft fungierte Sabam. 1982 wurde das Album unter der Karussell-Katalognummer 2415 066 in Deutschland und Österreich erneut veröffentlicht, wobei der Druck durch die Gerhard Kaiser GmbH geschah.
1973 war das Lied auf dem Kompilationsalbum Freddy’s Favourites, das unter der Polydor-Katalognummer 2371 394 in Südafrika erschien.
1978 war das Lied auf dem Studioalbum Nimm mich mit, Freddy, das als Kompilation veröffentlicht wurde. Unter der Polydor-Katalognummer 2371 952 erschien es auf Schallplatte in Deutschland, bei der Polydor-Katalognummer 2475 618 wurden die Liedtitel auf die Schallplattenhülle gedruckt (zweitere Version wurde unter der Rechtegesellschaft Gesellschaft für musikalische Aufführungs- und mechanische Vervielfältigungsrechte veröffentlicht). Das Album erschien als club-Edition unter der Polydor-Katalognummer 34 414-3 sowie als Version mit dem Bertelsmann Club als exklusiven Einzelhändler. Die Veröffentlichung geschah durch New Dayglow, MUZ, Connelly, Sikorski, Ufaton, Europaton, Esperanza, Edition Doma, Esplanade, Melodie der Welt, Glocken-Verlag, Tempoton, Edition Esplanade, RMI, Aberbach, Francis, Day & Hunter und Chappell. Unter der Polydor-Katalognummer 2475 618 wurde das Album neu aufgelegt. Unter der Polydor-Katalognummer 3236 618 erschien das Album in Deutschland auf Kompaktkassette, wobei das Album von der Deutschen Grammophon GmbH produziert wurde und das phonographische Copyright bei der Polydor International GmbH lag. Als Club-Edition erschien das Kompaktkassettenalbum unter den Katalognummern 33 257-7/33 257 7 und 22 343-8. In Österreich erschien das Album unter der Polydor-Katalognummer 2371 952 und 2475 618, bei zweiterer Nummer waren die Liedtitel auf der Schallplattenhülle aufgedruckt. Auf Kompaktkassette erschien das Album unter dem Titel Nimm mich mit, Freddy (20 Weltweite Erfolge). In der Schweiz erschien das Album auf Schallplatte im Musiklabel Ex Libris unter der Katalognummer XL 173 024 und Kompaktkassette.
1987 war La botella auf dem Kompilationsalbum Weit ist der Weg, das im Musiklabel Bear Family Records unter der Katalognummer BFX 15314 und im Musiklabel Polydor unter der Katalognummer 831 533-1 erschien, dort sang Freddy Quinn das Lied auf Portugiesisch. Dieses Album wurde durch die Deutsche Grammophon GmbH hergestellt, das phonographische Copyright lag bei der Deutschen Grammophon GmbH und das Copyright bei Bear Family Records.
La botella war als Bonuslied auf der Album-Box, die 2014 als Boxset im Musiklabel Electrola unter der Katalognummer 06025 3793645 erschien. 2021 war das Lied noch auf dem in den Musiklabels Electrola und Universal Music Group (Nummer beider Veröffentlichungen: 06024 3878196) veröffentlichten Kompilationsalbum Alle Abenteuer dieser Erde, das zwei Compact Discs und eine Digital Versatile Disc umfasst.

## Coverversion
Folgende Coverversion ist bekannt:
- Oscar Ramos (1981)